# Козлово (Ленинградская область)
Козлово (до 1948 года Матиккала, Хаухиала, фин. Matikkala, Hauhiala) — посёлок в Каменногорском городском поселении Выборгского района Ленинградской области.

## Название
Зимой 1948 года по решению сессии Сайральского сельсовета деревне Матиккала было присвоено наименование Козлово. Обоснование выбора данного названия отсутствует. Переименование было закреплено указом Президиума ВС РСФСР от 13 января 1949 года.

## История

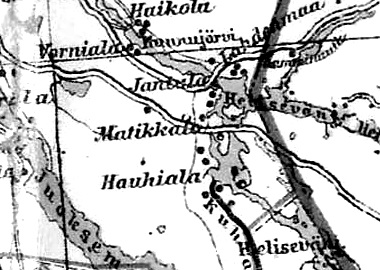
Деревни Матиккала и Хаухиала на финской карте 1923 года

До 1939 года деревни Матиккала и Хаухиала входили в состав волости Кирву Выборгской губернии Финляндской республики.
С 1 января 1940 года — в составе Карело-Финской ССР.
С 1 июля 1941 года по 31 мая 1944 года финская оккупация.
С января 1948 года учитывается административными данными как деревня Козлово. В ходе укрупнения хозяйства к деревне были присоединены соседние селения Хаухиала и Кивенюури.
С 1 декабря 1960 года — в составе Выборгского района.
По данным 1966, 1973 и 1990 годов посёлок Козлово входил в состав Бородинского сельсовета.
В 1997 году в посёлке Козлово Бородинской волости проживали 2 человека, в 2002 году — проживал 1 человек (русский).
В 2007 году в посёлке Козлово Каменногорского ГП проживал 1 человек, в 2010 году — проживали 4 человека.

## География
Посёлок расположен в северо-восточной части района на автодороге 41К-185 (Комсомольское — Приозерск).
Расстояние до административного центра поселения — 24 км. 
Расстояние до ближайшей железнодорожной станции Бородинское — 12 км. 
Посёлок находится на западном берегу озера Любимовское.

## Демография
| 2007 | 2010 | 2017 | 2021 |
| ---- | ---- | ---- | ---- |
| 1    | ↗4   | ↘3   | ↗31  |

## Улицы
Береговая, Беговой тупик, Любимовская, Мысовой проезд, Озёрный проезд.